# Джоаккіно Коломбо
Джоаккі́но Коло́мбо (італ. Gioacchino Colombo; 9 січня 1903, Леньяно, Королівство Італія — 27 квітня 1988, Мілан, Італія) — італійський інженер-конструктор автомобільних двигунів. Автор конструкцій двигунів для перегонових та спортивних автомобілів компаній «Alfa Romeo», «Ferrari», «Maserati» та «Bugatti».

## Біографія
Коломбо народився в Леньяно, де знаходилось конструкторське бюро «Franco Tosi Meccanica», створене італійським інженером парових двигунів Франко Тосі. Підприємство було розробником першого в Італії дизельного двигуна, и спеціалізувалось на конструюванні двигунів для підводних човнів. Там Коломбо почав у 14-річному віці опановувати ази конструкторської майстерності, коли став підробляти креслярем під час Першої світової війни.

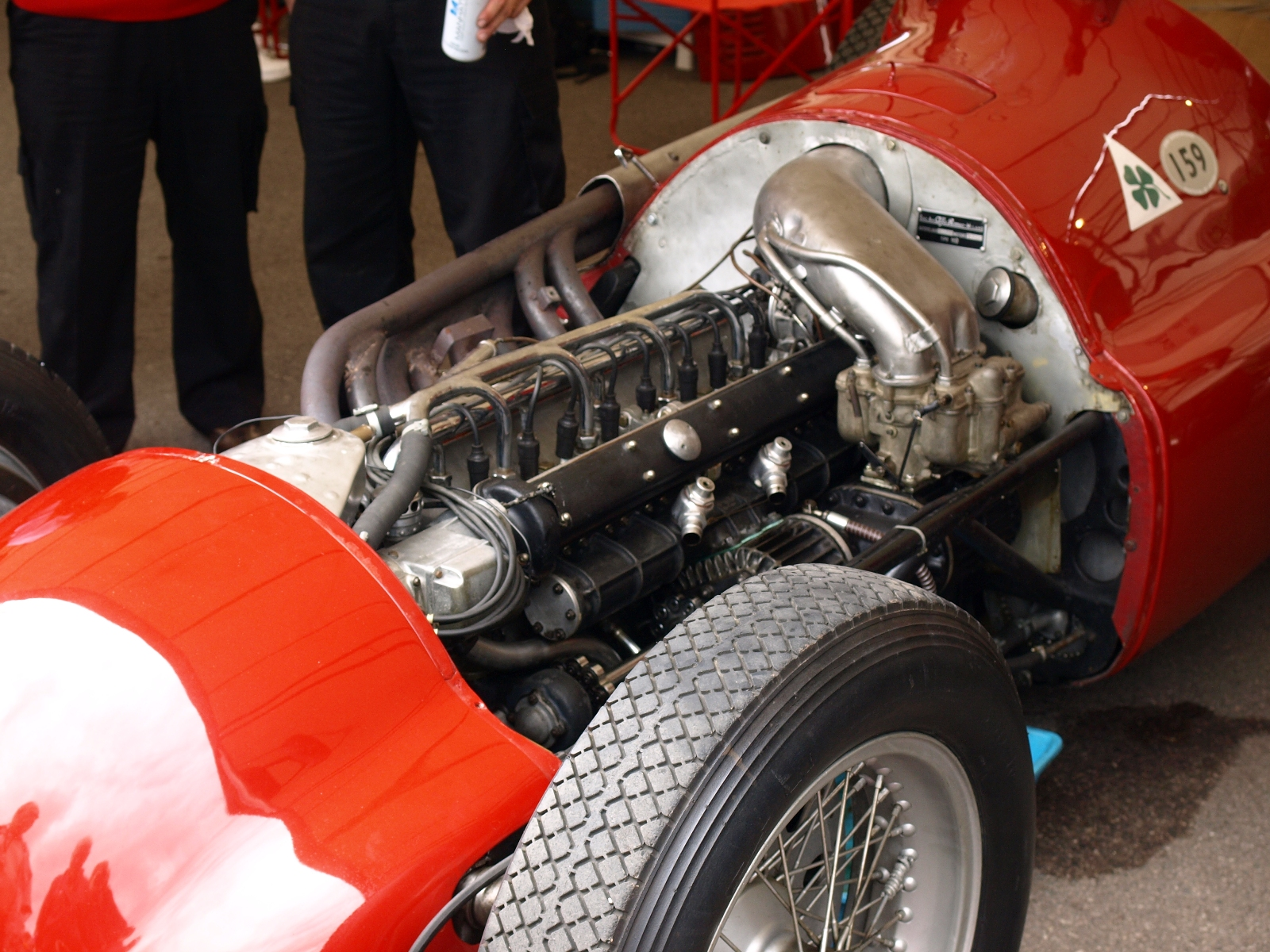
Остання версія двигуна 158 із двоступеневим турбонаддувом на автомобілі «Alfa Romeo 159 Alfetta»

Згодом він виграв конкурс для молодих конструкторів, опікуном якого був Нікола Ромео власник автомобільної компанії «Alfa Romeo». У 1924 році Коломбо перебрався із Леньяно до Мілана, де розпочав свою роботу в «Alfa Romeo» у ролі підмайстра у Вітторіо Яно. Із середини тридцятих років Коломбо був основним посередником між головним офісом «Alfa Romeo» і «Scuderia Ferrari», у ті часи дочірньою перегоновою командою «Alfa Romeo», якою керував Енцо Феррарі. У 1937 році, Коломбо розробив двигун 158 (1,5 л) для легендарної «Alfetta», чим привернув до себе увагу з боку Енцо Феррарі. У 1939 році Феррарі через суперечки у фінансово-управлінських питаннях покинув «Alfa Romeo». Коломбо став керівником «Alfa Corse», що прийшла на заміну «Scuderia Ferrari».
Друга світова війна і первші повоєнні роки не були сприятливим періодом для розвитку автомобільного спорту й автомобілебудування для нього. Навесні 1945 року, у Мілані був вбитий соратник Коломбо — виконавчий директор «Alfa Romeo» Уго Гоббато, це вбивство стало помстою колишнім сподвижникам Муссоліні. Коломбо вхопився за можливість виїхати з Мілана до Модени й попрацювати з «Ferrari». Енцо попросив Коломбо розробити невеликий двигун V12 для використання у нових брендових спортивних і звичайних автомобілях компанії «Ferrari». Перший двигун Ferrari Colombo з'явився 11 травня 1947 року.

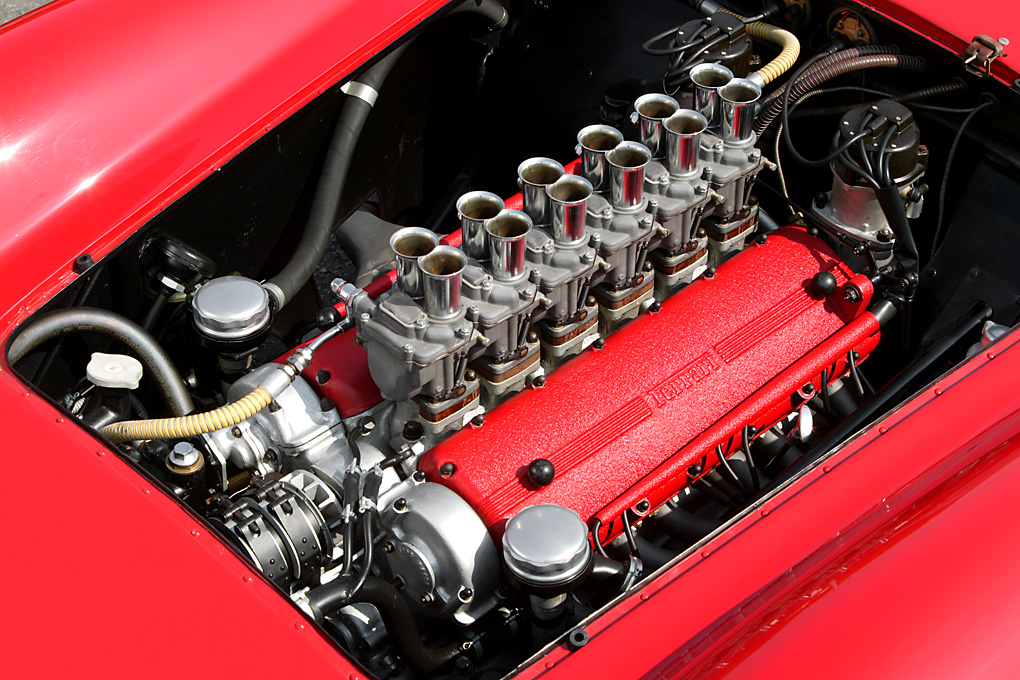
Двигун V-12, на «Ferrari 250 Testa Rossa» (1956)

Крихітний 1,5 літровий двигун V12, що ставився Ferrari 125 S, Ferrari 159 S, а потім і на Ferrari 166 S став першою успішною роботою Коломбо для «Ferrari». Цей двигун відомий у колах Феррарі як «Colombo» і випускався як для звичайних автомобілів, так і для витривалих перегонових моделей протягом понад 15 років, з наступною модифікацією у 3,3 літрову конструкцію. Сюди належить і відомий 3,0 літровий Ferrari 250 у перегоновій (S), спортивній (TR) та GT версіях.
Але двигуни Коломбо не мали успіху у Формулі-1. Потужність двигуна було нарощено нагнітачем але до використання у Формулі-1 так і не дійшло, хоча двигун себе добре зарекомендував у Формулі-2 та гонках на витривалість «Mille Miglia» і «24 години Ле-Мана».
Енцо Феррарі зробив свій звичний хід для зіштовхування талантів одного з одним. Щоб усунути Коломбо він запросив для розробки нового атмосферного V12 Ауреліо Лампреді, якого у молоді роки опікував Коломбо. Згодом, і колишній наставник Коломбо, Вітторіо Яно також перейшов до «Ferrari» та залишив без роботи двох перших.
Коломбо покинув «Ferrari» у 1950 році й повернувся до «Alfa Romeo». Там він керував перегоновою програмою компанії у період, коли чемпіонами «Формули-1» стали Ніно Фаріна (1950) і Хуан-Мануель Фанхіо (1951).
У 1953 році Коломбо перейшов до «Maserati», де брав участь у розробці для гран-прі автомобіля Maserati 250F. Через два роки, Коломбо очолив нову перезапущену роботу «Bugatti» над Bugatti Type 251. Після того він працював у компанії «MV Agusta» у 1957—1970 роках.
Джоаккіно Коломбо помер у Мілані у 1988 році.